# Dobřenický dub
Dobřenický dub je památný strom u obce Dobřenice v okrese Hradec Králové. Mohutný a zdravý dub letní (Quercus robur) roste v lesním porostu asi 400 m na západ od drůbežárny v úzkém pásu lesa pomístně nazývaného Na nohavici. Obvod jeho kmene měří 450 cm a koruna stromu dosahuje do výšky 30 m. Dub je chráněn od roku 1993 pro svůj vzrůst.

## Stromy v okolí
- Dobřenická lípa